# Synchrotron

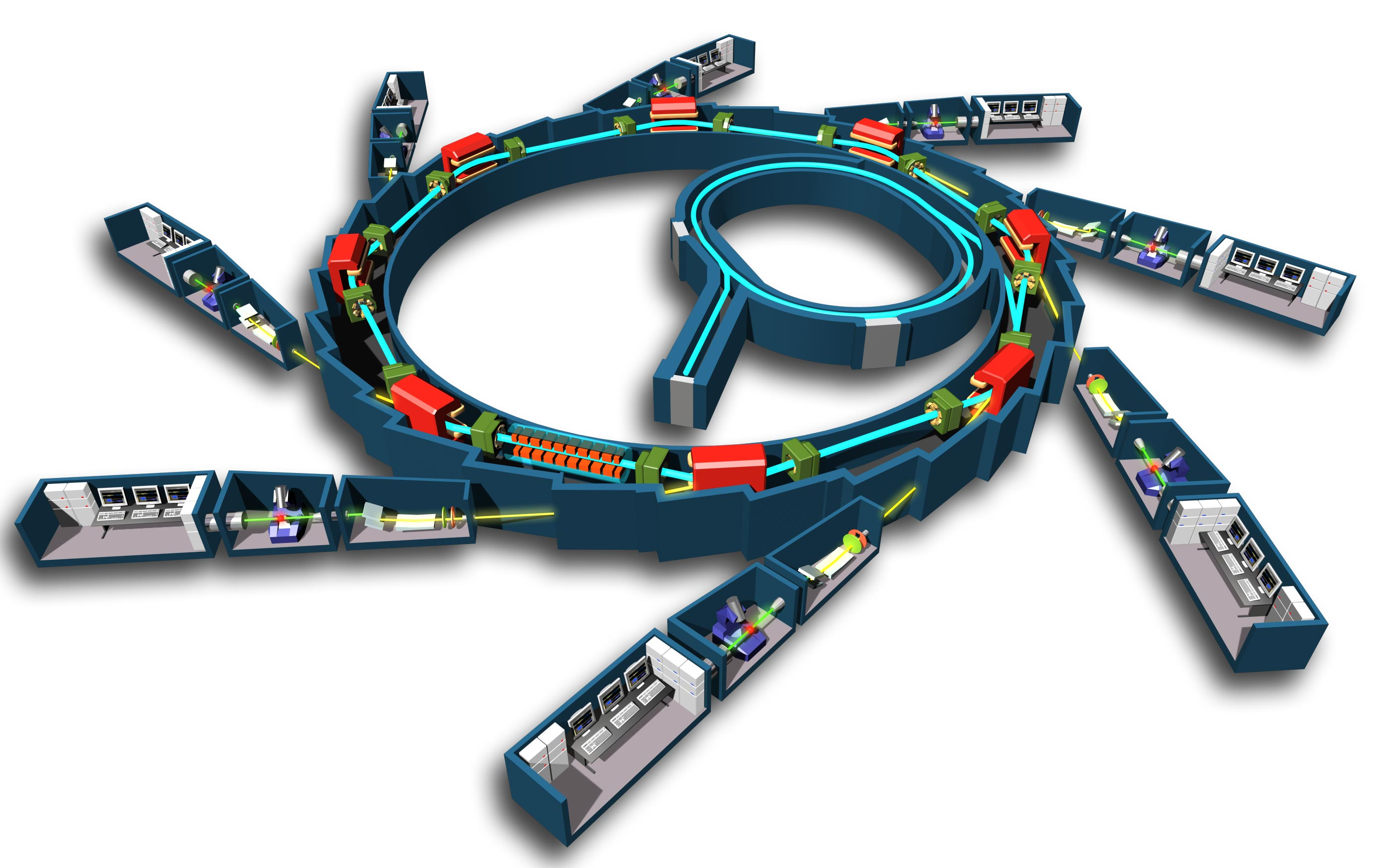
Synchrotrony jsou nyní většinou užívané pro produkování vysokoenergetických rentgenových paprsků; zde je synchrotronová kruhová dráha

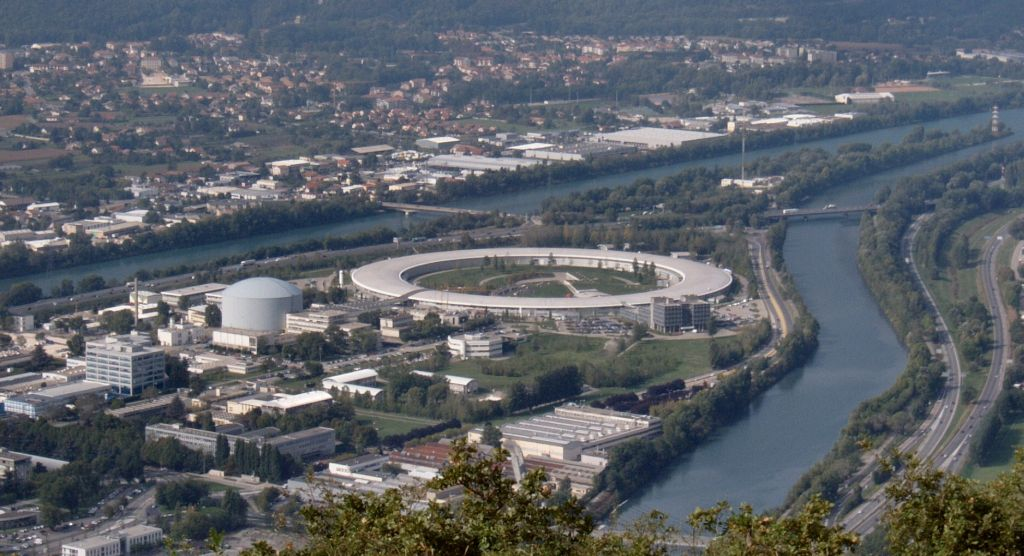
Moderní průmyslové synchrotrony mohou být velmi rozměrné (European synchrotron radiation facility – Grenoble.

Synchrotron je konkrétní druh kruhového urychlovače částic, ve kterém je magnetické pole a elektrické pole určitým způsobem synchronizováno s „prolétajícími“ částicemi. Byl původně vyvinut Luisem Walterem Alvarezem pro studium vysokoenergetické jaderné fyziky. Jeden z nejvýkonnějších je například Large Hadron Collider.

## Charakteristika
Synchrotronový urychlovač částic (např. elektronů) se skládá ze tří částí: Lineárního urychlovače (LINAC), kde se svazek elektronů „zhustí“ a urychlí na energii v řádech stovek MeV, BOOSTER (urychlovače), kde je svazek elektronů urychlen na rychlost blízkou rychlosti světla a energie se pohybuje v řádech jednotek GeV, a STORAGE RING, kde je paprsek skladován. Synchrotronové záření vznikající v STORAGE RING je distribuováno do BEAMLINES, na konci kterých jsou laboratoře. Nedílnou součástí celého systému je uzavřená vakuová trubice, v níž se s obrovskou rychlostí pohybují elektrony. Vakuum dosahované v systému se pohybuje v řádech 10−10 Pa. Dráha paprsku je korigována magnety (DIPOLE, QUADRUPOLE, SEXTUPOLE a CORECTOR).
Pokud dojde ke změně směru pohybu elektronů (vlivem DIPOLE magnetu), vzniká vysoce intenzivní elektromagnetické záření s velkým rozsahem vlnových délek, mimo jiného i viditelné světlo. Světlo má i další unikátní vlastnosti. Může mít přesnou vlnovou délku v širokém rozmezí a požadovanou polarizaci. Toto světlo lze přijmout v podobě krátkých impulsů (záblesků) s přesným časováním a to formou tenkého mikrosvazku.

## Využití
Mají své využití v různých vědních oborech, například ve vědách o živé přírodě, vědách o materiálech, při výzkumu životního prostředí i pro společenské vědy[zdroj?]. Uplatnění mají také v průmyslu (mikroelektronice, nanotechnologiích, mikrostrojírenství, spektroskopii a ve farmaceutickém průmyslu apod.)